# Stefan Szmakfefer
Stefan Szmakfefer (ur. 22 lipca?/4 sierpnia 1902 w Petersburgu, zm. 27 grudnia 1976) – oficer Wojska Polskiego, żołnierz podziemia niepodległościowego i antykomunistycznego.

## Życiorys
Syn Stefana i Amelii z domu Staden. W Winnicy ukończył gimnazjum, od 1918 r. należał do Polskiej Organizacji Wojskowej. W 1920 r. rodzina przeprowadziła się do Częstochowy, a potem do Warszawy. W 1921 r. Szmakfefer rozpoczął studia na Politechnice Warszawskiej na Wydziale Budowy Maszyn, w tym czasie został też członkiem Korporacji Akademickiej „Patria”. W 1923 r. przerwał studia z powodów finansowych.
Został powołany do odbycia służby wojskowej, w 1925 r. ukończył szkołę podchorążych w Śremie jako podporucznik. Powrócił do cywila i zatrudnił się jako poborca podatkowy. Od 1930 r. pracował w Komisariacie Rządu, w 1934 r. objął stanowisko wicestarosty. W 1937 r. objął stanowisko zastępcy naczelnika Wydziału Społeczno-Politycznego. Odpowiadał za nadzór nad referatami zajmującymi się legalnymi partiami politycznymi, stowarzyszeniami, związkami zawodowymi, ale również organizacjami komunistycznymi i narodowościowymi. W zakresie jego obowiązków było również nadzorowanie pracy tajnych agentów ulokowanych w tych środowiskach.
Po wybuchu II wojny światowej otrzymał przydział do 32 pułku piechoty ale, z racji zajmowanego stanowiska, pozostał w Warszawie i pełnił funkcję oficera łącznikowego pomiędzy Komendą Miasta a Stefanem Starzyńskim. W listopadzie 1939 r. ukrył się w klasztorze ojców kapucynów w Zakroczymiu. Na przełomie 1941 i 1942 r. nawiązał kontakt z polskim podziemiem. Objął stanowisko szefa wywiadu Armii Krajowej działającego na obszarach włączonych do III Rzeszy. Z terenu powiatu pułtuskiego prowadził działalność wywiadowczą na terenie Podokręgu Północnego Obszaru Warszawskiego AK oraz pograniczu Prus Wschodnich i południowej części Pomorza. Zbierał informacje dotyczące niemieckich struktur okupacyjnych, jak również kwestii gospodarczych, politycznych, innych organizacji podziemnych działających na tych terenach. Działał bardzo aktywnie w podległym terenie, maskował swą tożsamość za pomocą szeregu pseudonimów – „Andrzej”, „Mat”, „Bej”, „Bohdan”, „Tatar”, „Lach”, „Szach” czy też „Wuj”. Pod koniec 1944 r., już w stopniu kapitana, został mianowany na zastępcę komendanta Podokręgu Północnego AK.
Po rozwiązaniu Armii Krajowej pozostał w konspiracji, to samo zalecił swoim podwładnym. Doprowadził do powstania w okolicach Przasnysza Samoobrony Społecznej (SOS), w której zorganizował zarówno placówki terenowe, jak i oddziały zbrojne. W późniejszym czasie na podległych mu terenach stworzył Inspektorat Mazowiecki Ruchu Oporu Armii Krajowej. Dzięki jego aktywności organizacja nawiązała kontakt z władzami polskimi w Londynie. Drogą radiową przekazywał informacje dotyczące sytuacji w Polsce. Przygotował instrukcję funkcjonowania ROAK jako konspiracyjnej organizacji wojskowej działającej na trzech płaszczyznach: walki zbrojnej, wywiadowczej i samopomocowej.
Starał się stworzyć konspirację wojskową nie mającą związków z nurtem poakowskim oraz z nurtem obozu narodowego. Było to bardzo utrudnione z uwagi na problemy kadrowe oraz brak źródeł finansowania. Wobec tych trudności i działalności Urzędu Bezpieczeństwa zdecydował się zaprzestanie działalności na Mazowszu i o przeniesieniu się na Ziemie Odzyskane. W sierpniu 1945 r. podjął pracę w Zakładach Przemysłu Arsenowego w Złotym Stoku. W maju lub czerwcu 1946 r. został aresztowany pod zarzutem kontaktów z oficerami obcych wywiadów. Po miesiącu został zwolniony z braku dowodów. Przeniósł się do Brzegu Dolnego, gdzie znalazł zatrudnienie w zakładach „Rokita”. 27 sierpnia 1948 r. został ponownie aresztowany, tym razem pod zarzutem szkodnictwa gospodarczego, zastrzeżenia władz komunistycznych budziły również jego kontakty z ambasadami Wielkiej Brytanii i USA, od których miał kupować samochody. Charakter podejrzeń zmienił się gwałtownie, kiedy UB pozyskała informacje o jego przedwojennej działalności. Jako były urzędnik państwowy był oskarżany o zwalczanie Komunistycznej Partii Polski. Śledczy nie weszli w posiadanie informacji na temat jego działalności podczas okupacji, dzięki temu został skazany jedynie na dwa i pół roku więzienia. Po zaliczeniu okresu aresztowania w poczet kary więzienie opuścił na początku 1950 r.
Po raz trzeci został aresztowany 3 czerwca 1950 r. Tym razem funkcjonariusze bezpieki już dysponowali pełnią wiedzy na temat jego działalności w strukturach AK. Szmakfefer w trakcie przesłuchań przyznał się do działalności konspiracyjnej, natomiast całkowicie wypierał się udziału w konspiracji antykomunistycznej. Na podstawie zebranych materiałów został obarczony odpowiedzialnością za likwidację desantu radzieckich spadochroniarzy oraz o współpracę z Gestapo mającą na celu zwalczanie komórek PPR i AL. Sąd Wojewódzki w Warszawie rozpatrywał jego sprawę w lipcu 1951 r., jednakże uznał, że charakter zarzutów sprawia iż sprawa powinna być rozpatrywana przez sąd wojskowy. Prokuratura wojskowa zamknęła śledztwo 14 stycznia 1952 r. i sporządziła akt oskarżenia. Ponownie został oskarżony o udział w likwidacji desantu i współpracę z Gestapo. Nowym zarzutem był udział w organizacji antykomunistycznej.
Rozpatrzeniem jego sprawy zajął się Wojskowy Sąd Rejonowy w Warszawie, który uznał, że sprawę należy przekazać do Poznania, gdyż tam przebywała większość świadków. Przed WSR w Poznaniu świadkowie odwołali swe zeznania jako wymuszone siłą, ponadto sąd nie był w stanie pozyskać z MBP dokumentacji, która mogła zawierać informacje o działalności Szmakfefer. Pomimo braku dowodów 9 lutego 1953 r. został skazany na karę podwójnego dożywocia. Wyrok został zatwierdzony przez Naczelny Sąd Wojskowy 13 marca 1953 r. Został osadzony w więzieniu we Wronkach.
Jego sprawę ponownie rozpatrzono w 1955 r. na wniosek Prezesa Najwyższego Sądu Wojskowego. 5 października 1955 r. zmniejszono mu wyrok do dwunastu lat więzienia, a dzięki amnestii skrócono do ośmiu. 2 maja 1956 r. kara została złagodzona do czterech lat i sześciu miesięcy, co równało się z wypuszczeniem Szmakfefera na wolność.
Powrócił do Złotego Stoku i złożył wniosek o rehabilitację. Jako „wróg ludu” został objęty inwigilacją przez Powiatowy Urząd Bezpieczeństwa Publicznego w Ząbkowicach Śląskich, którą prowadzono do 1958 r.

## Życie prywatne
Pierwszą jego żoną była Helena, z którą rozwiódł się w 1946 r. Z drugą żoną, Lucyną Ignaczewską, miał córkę Aksenę.

## Upamiętnienie
Na murach klasztoru oo. Kapucynów w Zakroczymiu 20 lutego 2022 r. została odsłonięta tablica upamiętniająca Stefana Szmakfefera. Minister Obrony Narodowej pośmiertnie awansował go na stopień podpułkownika. Decyzją Prezydenta RP Andrzeja Dudy otrzymał Krzyż Komandorski Orderu Odrodzenia Polski.